# Lazar Leštarić
Lazar Leštarić (serbisch-kyrillisch Лазар Лестарић; * 17. Januar 1997 in Belgrad, Bundesrepublik Jugoslawien) ist ein serbischer Eishockeyspieler, der seit 2020 für den KHK Roter Stern Belgrad in der serbischen Eishockeyliga spielt.

## Karriere
Lazar Leštarić begann seine Karriere als Eishockeyspieler beim HK Partizan Belgrad in seiner Geburtsstadt, für den er bereits als 15-Jähriger in der serbischen Eishockeyliga spielte. Neben seinen Einsätzen für Partizan spielte er auch mit der serbischen U20-Auswahl in der Liga. 2014 wechselte er in die Vereinigten Staaten, wo er zunächst mit dem Tam der National Sports Academy in der US High-School-League spielte. Von 2015 bis 2020 stand er für die McKendree Bearcats, das Team der McKendree University, in der Division III der US-Hochschulmeisterschaften auf dem Eis. Nach dem Abschluss seines Studiums kehrte er in seine Heimatstadt zurück und spielt nunmehr für den KHK Roter Stern Belgrad in der serbischen Eishockeyliga.

### International
Für Serbien nahm Leštarić im Juniorenbereich an den U18-Weltmeisterschaften 2014 und 2015, als er als bester Stürmer des Turniers ausgezeichnet wurde, sowie den U20-Weltmeisterschaften 2013, 2014, 2015, 2016 und 2017 jeweils in der Division II teil. 2015 war er Mannschaftskapitän der U18-Auswahl der Serben.
Im Herrenbereich spielte Leštarić für die serbische Mannschaft erstmals bei der Weltmeisterschaft 2016 in der Division II. Auch bei der Weltmeisterschaft 2019, bei der den Serben der Aufstieg in die Division I gelang, spielte er in der Division II.

## Erfolge und Auszeichnungen
- 2015 Bester Stürmer der U18-Weltmeisterschaft der Division II, Gruppe B
- 2019 Aufstieg in die Division I, Gruppe B bei der Weltmeisterschaft der Division II, Gruppe A